# Ceriagrion glabrum
Ceriagrion glabrum là một loài chuồn chuồn kim trong họ Coenagrionidae. Loài này được xếp vào nhóm loài ít quan tâm trong sách Đỏ của IUCN năm 2008, do nó phổ biến trên khắp châu Phi, nhất là Angola, Botswana, Burkina Faso, Burundi, Cameroon, Tchad, Cộng hòa Congo, Cộng hòa Dân chủ Congo, Bờ Biển Ngà, Ai Cập, Guinea Xích Đạo, Ethiopia, Gabon, Gambia, Ghana, Guinea, Kenya, Liberia, Madagascar, Malawi, Mali, Mauritius, Mozambique, Namibia, Niger, Nigeria, Réunion, São Tomé và Príncipe, Senegal, Seychelles, Sierra Leone, Somalia, Cộng hòa Nam Phi, Sudan, Tanzania, Togo, Uganda, Zambia, và Zimbabwe.
Môi trường sống của nó là đồng lầy, đầm lầy, đất ngập nước cây bụi, cạnh hồ và sông nước ngọt.